# ألبينا كيلميندي
ألبينا كيلميندي (مواليد 27 يناير 1998) هي مغنية وكاتبة أغاني ألبانية، مثلت ألبانيا مع عائلتها في مسابقة الأغنية الأوروبية 2023.

## روابط خارجية
ألبينا كيلميندي على موقع IMDb (الإنجليزية)
- ألبينا كيلميندي على موقع ميوزك برينز (الإنجليزية)
- ألبينا كيلميندي على موقع ديسكوغز (الإنجليزية)
- ألبينا كيلميندي على موقع قاعدة بيانات الفيلم (الإنجليزية)